# 石咀海灘
石咀海灘（印尼語：Pantai Tanjung Batu）是印度尼西亞西加里曼丹省的海灘之一，位於三發縣邦戛鎮。石咀海灘位於三發河口，有一座石丘陵包圍海灘，這座丘陵被稱為石咀丘陵。